# Volvo EX90
El Volvo EX90 es un crossover tipo SUV de lujo de tamaño mediano eléctrico de batería, producido por el fabricante sueco Volvo Cars desde 2023. Tiene tres filas de asientos, el cual reemplaza al XC90. Fue lanzado en noviembre de 2022 como el primer vehículo eléctrico a medida comercializado por la firma.

## Resumen
Antes de su presentación, el Volvo Concept Recharge presentó una vista previa del diseño del EX90 en junio de 2021. Informes anteriores indicaron que el vehículo de producción se llamaría Volvo Embla.
Tiene un coeficiente de arrastre de 0.29 para mejorar la eficiencia. Está alimentado por el mismo paquete de baterías que el Polestar 3, con una de 111 kWh (400 MJ) o 107 kWh (385 MJ) netos, producida por CATL. Con una carga de CC de 250 kW (340 CV; 335 HP), es capaz de cargar del 10 al 80 por ciento en unos 30 minutos. También admite carga bidireccional.
El modelo base se llama Twin Motor, con una potencia de salida de 300 kW (408 CV; 402 HP) y 770 N·m (568 lb·pie) de par máximo, con un alcance de alrededor de 600 km (373 millas), según el ciclo WLTP. El modelo superior se llama Twin Motor Performance, que ofrece un rango de 590 km (367 millas). La potencia nominal es de 380 kW (517 CV; 510 HP) para el modelo designado como "EE", o 370 kW (503 CV; 496 HP) para el modelo destinado a América del Norte y designado como "E2". Todos los modelos tienen una velocidad máxima limitada electrónicamente hasta 180 km/h (112 mph).
Está equipado con la tecnología Lidar de Luminar instalada de serie en toda la gama para detectar peatones a una distancia de hasta 250 m (820 pies). Combinado con 16 sensores ultrasónicos, ocho cámaras y cinco radares, que le proporciona capacidad de autonomía de nivel 3. En el interior tiene una pantalla táctil montada verticalmente de 14,5 pulgadas (36,8 cm) con capacidad 5G. Utilizó la plataforma Snapdragon Cockpit de Qualcomm para habilitar las capacidades de visualización de Unreal Engine para la potencia informática y los gráficos de pantalla a bordo del EX90, mientras que el sistema central funciona con Nvidia Drive AI.[cita requerida]